# Trzecianów
Trzecianów – wieś w Polsce położona w województwie wielkopolskim, w powiecie gostyńskim, w gminie Borek Wielkopolski. Wieś zamieszkuje około 110 mieszkańców, a zabudowa wsi rozsiana jest na obszarze półtora kilometra. W miejscowości istnieje także osiemnaście gospodarstw rolnych. Przez obszar wsi przepływa rzeka Serawa.
Pochodzenie nazwy wiąże się z wyrazem "trzeć", oznaczającym początkowo proces tarcia drewna.
W epoce średniowiecza istniała osada służebna, w której przeprowadzano to tarcie drzew. Pierwsze pisemne źródła odnotowujące tę osadę pochodzą z roku 1392, w którym była ona osadą rycerską. Już na początku XV wieku w Trzecianowie zlokalizowane były dwa niewielkie folwarki: jeden należący do szlachty, drugi zaś do proboszcza z Borku. W roku 1827 dołączyła trzecia część wsi, nazywana Kolonią lub Olędrami. Osiedlili się w niej koloniści sprowadzeni z Saksonii, Bawarii i Holandii. W roku 1843 przeprowadzono uwłaszczenie chłopów, a chłopów z folwarku szlacheckiego przeniesiono do Kolonii. W latach 1975–1998 miejscowość administracyjnie należała do województwa leszczyńskiego.